# Pierre de Bar
Pierre de Bar (zm. 11 stycznia 1253 w Perugii) – francuski kardynał i teolog.

## Życiorys
Pochodził ze szlacheckiej rodziny z Bar-sur-Aube w północnej Burgundii. Przyjął święcenia kapłańskie i został dziekanem kościoła St.-Maclou w Bar-sur-Aube. Ukończył studia teologiczne prawdopodobnie w Paryżu, uzyskując tytuł magistra. Około 1230 roku był profesorem teologii na uniwersytecie paryskim; w tym okresie zasłynął jako teolog i autor kazań. W 1232 objął urząd kanclerza diecezji Noyon. Niektóre źródła błędnie podają, że należał do zakonu cystersów, jednak w rzeczywistości był świeckim księdzem.
28 maja 1244 roku papież Innocenty IV mianował go kardynałem prezbiterem S. Marcelli. Podpisywał bulle papieskie między 27 września 1244 a 12 czerwca 1252. Uczestniczył w Soborze Lyońskim w 1245. W kurii papieskiej wielokrotnie działał jako audytor. Na przełomie 1249/50 kapituła w Noyon wybrała go na biskupa tej diecezji jednak Innocenty IV odmówił ratyfikacji tej elekcji. Krótko przed śmiercią został promowany na kardynała biskupa Sabiny. Zmarł w Perugii i został pochowany w miejscowym kościele św. Franciszka.